# Diego Pineda
Diego Iván Pineda Juárez (ur. 8 kwietnia 1995 w San Luis Potosí) – meksykański piłkarz występujący na pozycji napastnika, od 2024 roku zawodnik Venados.